# 99 Aquarii
99 Aquarii, som är stjärnans Flamsteed-beteckning, är en ensam stjärna belägen i den södra delen av stjärnbilden Vattumannen och har även Bayer-beteckningen b2 Aquarii. Den har en skenbar magnitud på 4,37 och är synlig för blotta ögat där ljusföroreningar ej förekommer. Baserat på parallaxmätning inom Hipparcosuppdraget på ca 11,5 mas, beräknas den befinna sig på ett avstånd på ca 283 ljusår (ca 87 parsek) från solen. Den rör sig bort från solen med en heliocentrisk radialhastighet på ca 16 km/s. Stjärnan antogs ingå i Ursa Major rörelsegrupp, baserat på observationer av den amerikanska astronomen Nancy Roman, men detta är nu ifrågasatt.

## Egenskaper
99 Aquarii är en orange  till röd jättestjärna av spektralklass K4 III. Den har en radie som, baserat på en uppmätt vinkeldiametern av 3,55 ± 0,21 mas, är ca 33 gånger större än solens och utsänder från dess fotosfär ca 300 gånger mera energi än solen vid en effektiv temperatur av ca 4 000 K.
99 Aquarii är en misstänkt variabel stjärna som varierar i skenbar magnitud mellan 4,35 och 4,45.